# Taracus audisioae
Espèce
Taracus audisioae est une espèce d'opilions dyspnois de la famille des Taracidae.

## Distribution
Cette espèce est endémique de Californie aux États-Unis. Elle se rencontre dans le comté de Fresno dans la forêt nationale de Sierra dans la grotte Meander Cave.

## Description
Le mâle holotype mesure 6,67 mm et la femelle paratype 8,08 mm.

## Systématique et taxinomie
Cette espèce a été décrite par Shear en 2016.

## Étymologie
Cette espèce est nommée en l'honneur de Tracy Audisio.

## Publication originale
- Shear & Warfel, 2016 : « The harvestman genus Taracus Simon 1879, and the new genus Oskoron (Opiliones: Ischyropsalidoidea: Taracidae). » Zootaxa, no 4180, p. 1–71.